# Гречишка
Гречишка, или Фаллопия, или Повитель (лат. Fallopia) — род растений семейства Гречишные (Polygonaceae), встречается в умеренном и субтропическом климате северного полушария.

## Ботаническое описание
Однолетние и многолетние травянистые и деревянистые лианы с вьющимся или распростёртым стеблем длиной до 3 м.
Листья цельные, яйцевидные, длиной от 2 до 8 см.
Цветки зелёные, по 2 — 5 в пучках в пазухах листьев.
Плод — трёхгранный орешек.
Цветёт в мае — июле.

## Распространение и экология
Умеренно-теплые и субтропические области Евразии и Северной Америки.
Растут в посевах, на песчаных склонах, пустырях, вдоль дорог, в зарослях кустарников, по берегам рек.

## Применение
Многие виды — сорняки.
Ряд видов хорошие медоносы.

## Классификация

### Таксономия
- Fallopia Adans., 1763, Fam. Pl. 2: 274

Род Гречишка включается в семейство Гречишные (Polygonaceae) порядка Гвоздичноцветные (Caryophyllales) последовательно входящего в клады Суперастериды → Эвдикоты → Цветковые растения. Таксономическая схема в соответствии с Системой APG IV по состоянию на декабрь 2023 года:
|  |                          |  |                                   |                                   |                     |  | еще 40 семейств |              |              |                                                               |
|  |                          |  |                                   |                                   |                     |  |                 |              |              | 16 подтвержденных видов и 3 вида в статусе "неподтвержденных" |
|  |                          |  |                                   | порядок Гвоздичноцветные          |                     |  |                 |              | род Гречишка |                                                               |
|  |                          |  |                                   | порядок Гвоздичноцветные          |                     |  |                 |              | род Гречишка |                                                               |
|  | клада Цветковые растения |  |                                   |                                   | семейство Гречишные |  |                 |              |              |                                                               |
|  | клада Цветковые растения |  |                                   |                                   |                     |  |                 |              |              |                                                               |
|  |                          |  | ещё 63 порядка цветковых растений | ещё 63 порядка цветковых растений |                     |  |                 | еще 60 родов | еще 60 родов |                                                               |
|  |                          |  |                                   | ещё 63 порядка цветковых растений |                     |  |                 |              | еще 60 родов |                                                               |

### Виды
- Fallopia aubertii (L.Henry) Holub — Фаллопия Ауберта, или Горец Ауберта
- Fallopia baldschuanica (Regel) Holub — Горец бальджуанский, или Гречиха бальджуанская
- Fallopia cilinodis (Michx.) Holub
- Fallopia ×conollyana J.P.Bailey
- Fallopia ×convolvuloides (Brügger) Holub
- Fallopia convolvulus (L.) Á.Löve — Гречишка вьюнковая, или Фаллопия вьюнковая, или Горец вьюнковый[4]
- Fallopia cristata (Engelm. ex A.Gray) Holub
- Fallopia cynanchoides (Hemsl.) Haraldson
- Fallopia dentatoalata (F.Schmidt) Holub
- Fallopia denticulata (C.C.Huang) Holub
- Fallopia dumetorum (L.) Holub — Гречишка кустарниковая, или Повитель призаборная, или Горец кустарниковый
- Fallopia filipes (H.Hara) Holub
- Fallopia koreana B.U.Oh & J.G.Kim
- Fallopia pterocarpa (Meisn.) Holub — Фаллопия крылоплодная
- Fallopia scandens (L.) Holub
- Fallopia schischkinii Tzvelev — Гречишка Шишкина

| |  |  |  |
| Слева направо: Горец вьюнковый. Соцветие и цветок Fallopia baldschuanica. Лист Fallopia multiflora |  |  |  |